# Кривенцев, Юрий Алексеевич
Юрий Алексеевич Кривенцев (род. 21 июня 1965) — российский биохимик, писатель-фантаст.

## Биография
Родился в селе Саюкино Рассказовского района Тамбовской области 21 июня 1965 года. С детских лет проявлял интерес к естественным наукам. По окончании с отличием Тамбовского государственного медицинского училища с 1985 по 1987 год служил в войсках ПВО г. Горького.
В 1993 году с отличием окончил Астраханский медицинский институт, в 1996 — аспирантуру на кафедре биологической химии АГМА. Работает в Астраханском ГМУ в должности профессора.
С 2016 г. занимается литературной деятельностью.

## Научно-педагогическая деятельность
В 1999 г. защитил кандидатскую диссертацию, в 2010 году — докторскую диссертацию по специальности «биохимия».
Читает полный курс лекций и аудиторных занятий на кафедре биологической химии и КЛД Астраханского ГМУ по дисциплине «Биохимия» на большинстве факультетов вуза.
Будучи членом оргкомитета, принимал участие в подготовке и проведении двенадцати последовательных международных научных конференций «Достижения фундаментальных наук в решении актуальных проблем медицины» (1996—2018) под эгидой Министерства здравоохранения России.
Автор более 180 научных работ в десятках изданий ВАК и Scopus 14 учебных пособий, трех учебников, утвержденных в УМО, и научной монографии (недоступная ссылка).

### Избранные труды
- Никулина Д. М., Кривенцев Ю. А. Способ получения препарата Трофобластического b-глобулина / Патент РФ № 2258221 (5 с). Приоритет от 10.04.2003. Опубл. 10.08.2005. — БИ № 22 (III ч.), С.911-912.
- Кривенцев Ю. А., Никулина Д. М., Бисалиева Р. А. Способ количественного определения фетального гемоглобина человека / Патент РФ № 2310204 (7 с). — Приоритет от 13.03.2006. Опубл. 10.11.2007. — БИ № 31. С.666.
- Касьянова Т. Р., Кривенцев Ю. А., Левитан Б. Н. Способ определения степени тяжести тканевой гипоксии при хронических диффузных заболеваниях печени / Патент РФ № 2463611 (10 с). — Приоритет от 22.04.2011. Опубл. 10.10.2012.
- Кривенцев Ю. А. Гетерогенная система гемоглобинов: иммунобиохимическая характеристика и медико-биологическое значение (недоступная ссылка). — Saarbrucken: Palmarium Academic Publishing, 2012. — 101 p. ISBN 978-3-8473-9190-6
- Бисалиева Р. А., Кривенцев Ю. А., Бисалиев Р. В., Кальной В. С. Иммунохимический анализ фетального гемоглобина в крови наркологических больных // Наркология. — М. — 2009. — № 1(85). — С.95-97.
- Кривенцев Ю. А., Носков А. И., Осыко С. В. и др. Иммунохимический тест на альфа2-макроглобулин в оценке иммунного статуса человека // Современные проблемы науки и образования. — 2016. — № 3. — С. 94-102.
- Nikulina D.M., Vorobyeva T.B., Kriventsev Y.A. et al. Molecular interactions and possible polyfunctionality of serum blood protein which is associated with inflammation, tumors and autoimmune conditions // FEBS Journal, V. 281 (Suppl. 1). — 2014. — P. 145—146.
- Кривенцев Ю. А., Бисалиева Р. А., Осыко С. В. и др. Гемоглобиновый профиль при гемобластозах // Казанская наука. — 2010. — № 9, вып.1. — С.49-52.
- Кривенцев Ю. А., Носков А. И., Кривенцева М. Ю. и др. Новый диагностический тест в оценке состояния пациентов с наркотической и алкогольной зависимостью // Современные проблемы науки и образования. — 2016. — № 6. — С. 117—125.
- Кчибеков Э. А., Зурнаджьянц В. А., Кривенцев Ю. А. Минорные белки в оценке степени тяжести состояния больных перитонитом // Анналы хирургии. — 2010. — № 5. — С.61-63.
- Кривенцев Ю. А., Никулина Д. М. Строение и биологическая роль белков гемоглобинового профиля. Учебное пособие для студентов медицинских и биологических факультетов высших учебных заведений : учебное пособие для студентов, обучающихся по специальностям: 060101 (040100) — Лечебное дело, 060103 (040200) — Педиатрия, 060104 (040300) — Медико-профилактическое дело / Астраханская гос. мед. акад. — Астрахань, 2007. — 101 с.
- Касьянова Т. Р., Левитан Б. Н., Кривенцев Ю. А., Титаренко Ю. Б. Изменения функции легких и формирование гипоксии у больных хроническими заболеваниями печени // «Доктор. Ру» Педиатрия Гастроэнтерология. — 2013. — 81, № 3. — С.59-63.
- Кривенцев Ю. А., Бисалиева Р. А., Гудинская Н. В. и др. Оценка диагностической значимости иммунохимического теста на эмбриональный гемоглобин в качестве канцероэмбрионального антигена // Современные проблемы науки и образования. — 2016. — № 5. — С. 7-15.; URL: http://www.science-education.ru/article/view?id=25105
- Никулина Д. М., Кривенцев Ю. А., Бисалиева Р. А., Лапеко С. В. Новый иммунохимический тест для лабораторной оценки состояния эритрона // Клиническая лабораторная диагностика. — М., 2009. — № 12. — С.27-30.
- Левитан Б. Н., Касьянова Т. Р., Кривенцев Ю. А. Содержание фетального гемоглобина у больных алкогольным циррозом печени // Профилактическая и клиническая медицина. — 2011. — № 2, Т.1(39). — С.230.
- Кривенцев Ю. А., Бисалиева Р. А., Гудинская Н. В. Перспективы внедрения диагностического теста на плодовый гемоглобин в клиническую практику // Современные проблемы науки и образования. — 2016. — № 4. — С. 31-39.
- Кривенцев Ю. А., Никулина Д. М. Биохимия : строение и роль белков гемоглобинового профиля : учеб. пособие для академического бакалавриата — 2-е изд., перераб. и доп. — М. : Издательство Юрайт, 2018. — 73 с. — (Сер. 11 Университеты России). — ISBN 978-5-534-06231-1.
- Кривенцев Ю. А. «Будь здоров : Советы специалиста» — [б. м.] : Издательские решения, 2018. — 84 с. — ISBN 978-5-4490-9696-8
- Кривенцев Ю. А., Гудинская Н. И., Кривенцева М. Ю., Носков А. И. Новый иммунохимический тест на фетальный гемоглобин в диагностике туберкулеза легких // Современные проблемы науки и образования. — 2018. — № 3.; URL: http://www.science-education.ru/ru/article/view?id=27657
- Кривенцев Ю. А. Биохимия доступным языком : учебник-репетитор. — [б. м.] : Издательские решения, 2019. — 120 c. — ISBN 978-5-4496-9885-8
- Кривенцев Ю. А., Никулина Д. М. Биохимия : строение и роль белков гемоглобинового профиля : учеб. пособие для СПО — 2-е изд., перераб. и доп. — М. : Издательство Юрайт, 2020. — 73 с. — (Сер. 76 Высшее образование). — ISBN 978-5-534-06849-8.
- Кривенцев Ю. А. Способ выделения и очистки альфа-2-макроглобулина / Патент РФ № 2787593 (7 с). — Приоритет от 30.06.2022. Опубл. 11.01.2023.
- Вознюк М.А., Левитан Б.Н., Кривенцев Ю.А. Диагностическое значение фетального гемоглобина при хронической болезни почек // Медицинский вестник Северного Кавказа. – 2024. - № 3. С. - 198-201.
- Кривенцев Ю.А., Медина М.Ю., Кривенцев М.Ю., Ким В.С., Селезнева Т.Е., Абрамова А.А., Таболина А.В. Современный взгляд на фетальный гемоглобин как перспективный маркер патологических процессов // Современные проблемы науки и образования. - 2025. - № 3 2025; URL: https://science-education.ru/article/view?id=34055

## Писательская деятельность
- «Грааль? Грааль… Грааль! : Я — ключ» — [б. м.] : Издательские решения, 2016. — 290 с. — ISBN 978-5-4474-5150-9
- «Секс с Люцифером» — [б. м.] : Издательские решения, 2017. — 266 с. — ISBN 978-5-4485-9805-0
- «Метаморфоза: Апостолы бытия» — [б. м.] : Издательские решения, 2018. — 276 с. — ISBN 978-5-4490-8973-1
- «Валькирия: Восхождение» — [б. м.] : Издательские решения, 2018. — 190 с. — ISBN 978-5-4493-3941-6
- «В двух мирах: Грани бытия» — [б. м.] : Издательские решения, 2018. — 258 с. — ISBN 978-5-4493-6669-6
- «Пентакль: Пять повестей» — [б. м.] : Издательские решения, 2019. — 260 c. — ISBN 978-5-4496-5090-0
- «Золотая рыбка: Все дозволено» — [б. м.] : Издательские решения, 2019. — 194 c. — ISBN 978-5-4496-8622-0
- «Противостояние: Путь Хранителя» — [б. м.] : Издательские решения, 2019. — 260 c. — ISBN 978-5-0050-2284-4
- «Дар превосходства: Второй шанс» — [б. м.] : Издательские решения, 2019. — 268 c. — ISBN 978-5-0050-7612-0
- «Враг: Сборник фантастических рассказов» — [б. м.] : Издательские решения, 2020. — 246 c. — ISBN 978-5-4498-7647-8
- «Уроборос: Ожерелье эффекторов» — [б. м.] : Издательские решения, 2020. — 254 с. — ISBN 978-5-0051-9478-7
- «По ту сторону глаз: Сборник стихотворений» — [б. м.] : Издательские решения, 2021. — 88 с. — ISBN 978-5-0055-7127-4
- «В банке с пауками» : Сб. науч.-фантаст. рассказов — [б. м.] : Издательские решения, 2023. — 248 с. — ISBN 978-5-0059-6256-0
- «Инвазия: Оскал Тьмы» — [б. м.] : Издательские решения, 2023. — 224 с. — ISBN 978-5-0059-7327-6
- «Сказки для взрослых: Сборник рассказов» — [б. м.] : Издательские решения, 2024. — 196 с. — ISBN 978-5-0064-3676-3
- «Аномалия: Под горизонтом» — [б. м.] : Издательские решения, 2025. — 228 с. — ISBN: 978-5-0067-7537-4